# Croatie centrale
Pour les articles homonymes, voir Croatie (homonymie).

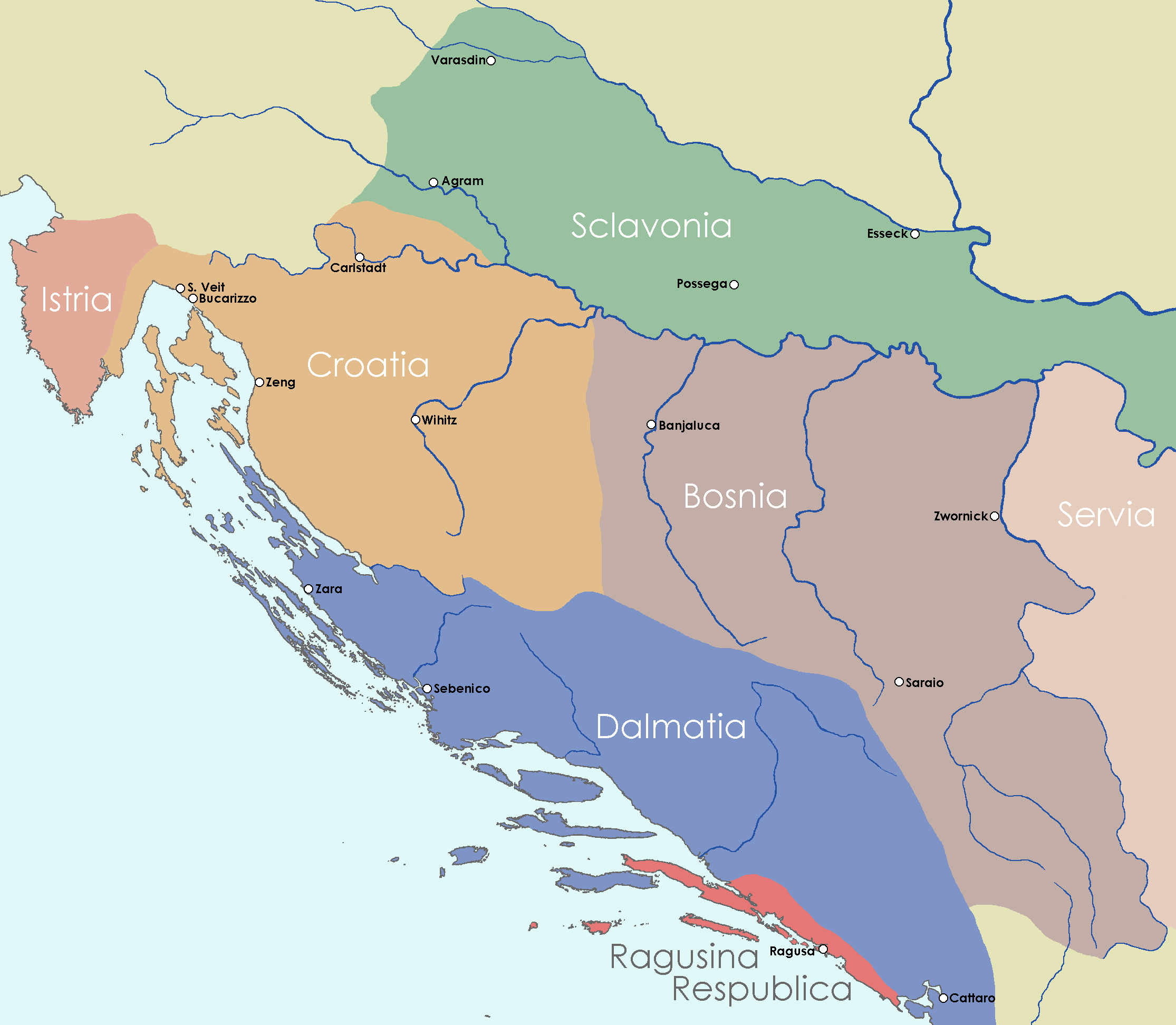
Régions en 1720, selon (1678-1757)

La Croatie centrale (en croate središnja Hrvatska) ou Croatie propre est l'une des quatre régions historiques de la Croatie avec l'Istrie, la Dalmatie et la Slavonie. Elle fait aussi référence à l'État croate médiéval et à la partie de l'actuelle Croatie qui était intégrée au royaume de Croatie des Habsbourg depuis 1527.
La Croatie centrale incluait le Littoral croate (Hrvatsko primorje), les Alpes dinariques croates (Kordun, Lika et le Gorski kotar), la capitale Zagreb et le massif de Medvednica, le Zagorje croate et le Međimurje. En plus de la ville de Zagreb, elle comprend les actuels comitats suivants :
| - Comitat de Bjelovar-Bilogora - Comitat de Karlovac - Comitat de Koprivnica-Križevci - Comitat de Krapina-Zagorje | - Comitat de Međimurje - Comitat de Sisak-Moslavina - Comitat de Varaždin - Comitat de Zagreb |

C'est la région qui à l'époque impériale avait le damier croate comme emblème.